# Édouard Chavannes

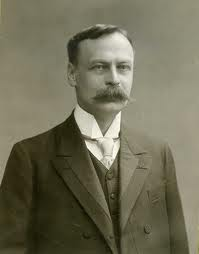
Édouard Chavannes

Édouard Chavannes (ur. 5 października 1865 w Lyonie, zm. 20 stycznia 1918 w Paryżu) – francuski sinolog.
Od 1888 roku był członkiem Towarzystwa Azjatyckiego, którego w 1895 roku został sekretarzem, a później wiceprezesem. Był także członkiem korespondentem Rosyjskiej Akademii Nauk, członkiem honorowym Societe Franco-Japonaise w Paryżu, Societe Finno-Ougrienne, Royal Asiatic Society i American Oriental Society.
W 1889 pojechał z naukową ekspedycją do Chin; w 1893 roku został profesorem Collège de France. W 1904 roku został redaktorem międzynarodowego czasopisma sinologicznego T’oung Pao. Napisał ponad 250 prac poświęconych historii i sztuce Chin, będąc badaczem niezwykle wszechstronnym, zajmującym się nie tylko klasyczną sinologią w rozumieniu chińskiej lingwistyki i literatury, lecz także historią sztuki chińskiej, wielkich religii Chin (buddyzmu, taoizmu, nestorianizmu i manicheizmu) oraz chińską epigrafiką. 
W latach 1895–1905 opublikował pięciotomowe tłumaczenie Zapisków historyka Sima Qiana. Przekład ten obejmuje pierwsze 47 ksiąg Zapisków (z pełnych 130) i został wydany w 5 tomach liczących łącznie ponad 3 tys. stron, z obszernym historycznyo-krytycznym wstępem, opatrzony jest pełnym komentarzem i uwagami krytycznymi.
Z dzieł o charakterze religioznawczym opublikował studium o kulcie świętej góry Taishan ( Le T'ai Chan, essai de monographie d 'un culte chinois, Paryż, 1910). Wspólnie z P. Pelliotem przetłumaczył odkryty przez tego ostatniego traktat nestoriański z Chin (Chavannes pisał też osobne prace o nestorianizmie w Chinach). Najobszerniejsze prace poświęcił buddyzmowi. Memoire compose' a l'epoque de la grande dynastie T'ang sur les religieux eminents qui allerent chercher la loi dans les pays d'occident par I-Tsing z 1894 zawiera biografie i opisy podróży ponad 60 mnichów, głównie chińskich, którzy wyruszyli do Indii po pisma buddyjskie. Tłumaczył też szczegółowe opisy wypraw Wu Konga i Song Yana. Najważniejszym dziełem są trzy tomy indyjskich opowieści zawartych w chińskim wydaniu Tipitaki Cinq cents contes et apologues extraits du Tripitaka chinois (Paryż, 1910-1911) z dodatkowym tomem adnotacji.
Tłumaczył także odkryte przez Aurela Steina manuskrypty z jaskiń w Dunhuang, teksty buddyjskie i relacje chińskich podróżników z Indii.